# Michael Rabin
Per al científic informàtic d'Israel, vegeu Michael O. Rabin.

Michael Rabin   (Nova York, 2 de maig de 1936 - Nova York, 19 de gener de 1972) va ser un violinista estatunidenc. Ha estat descrit com "un dels virtuosos de violí més talentós i tràgic de la seva generació". El seu complet Paganini "24 Capricis" per a violí solista està disponible com un únic CD, i un altre conjunt de sis CD conté la majoria dels seus enregistraments de concerts. Malgrat la seva breu carrera, va morir a les 35, es mantenen enregistraments com a treballs seminal de cadascuna de les peces.
Michael Rabin era d'origen romanès-jueu. La seva mare Jeanne era pianista de Juilliard, i el seu pare George era violinista a la Filharmònica de Nova York. Va començar a estudiar el violí als set anys. Els seus pares van encoratjar el seu desenvolupament musical. Després d'una lliçó amb Jascha Heifetz, el mestre li va aconsellar que estudiés amb Ivan Galamian, qui va dir que "no tenia debilitats mai". Va començar estudis amb Galamian a Nova York i a la "Meadowmount School of Music" i Juilliard School. El seu debut a Carnegie Hall va tenir lloc el gener de 1950, als 13 anys, com a solista amb l'Associació Nacional d'Orquestra, tocant H. Vieuxtemps, Concert núm. 5 sota la direcció de Léon Barzin. Posteriorment, va aparèixer amb diverses orquestres nord-americanes abans del seu debut a Carnegie Hall el 29 de novembre de 1951, a l'edat de 15 anys, al Concert de Paganini D major, amb Dimitri Mitropoulos dirigint la Filharmònica de Nova York. La seva gravació de 1958 d'aquest concert és considerada per molts com la gravació més impressionant d'aquest treball, i l'enregistrament en si és notable pel to complet capturat pels enginyers d'àudio.
La seva primera aparició a Londres va tenir lloc el 13 de desembre de 1954, als 18 anys, tocant el Concert de Tchaikovsky en D al Royal Albert Hall amb la BBC Symphony Orchestra.
Michael Rabin va registrar concerts de Mendelssohn, Glazunov, Paganini (No 1 en re major, 2 enregistraments), Wieniawski (No 1 en menor fa sostingut, No 2 en Re menor), i Tchaikovsky, així com "Bruch's Scottish Fantasy" i els Capritxos Paganini per a violí solista. Va gravar la Sonata de Bach en C major per a violí solista i la tercera i quarta sonates per a violí solista d'Eugène Ysaÿe, així com altres peces virtuoses, incloent un àlbum amb l'orquestra de Hollywood Bowl .
Rabin va actuar en un estil bel canto. Durant molts anys va treballar amb el "Kubelik" Guarnerius del Gesù de 1735. Va recórrer àmpliament, actuant a totes les ciutats principals dels Estats Units, Europa, Amèrica del Sud, Àfrica del Sud, i Austràlia. Fins i tot va aparèixer en un episodi de la sèrie de televisió "Texaco Star Theatre" de 1951.
Durant un recital al Carnegie Hall, de sobte va perdre el seu equilibri i va caure endavant. Aquest va ser un signe precoç d'una condició neurològica que va afectar negativament la seva carrera. La seva mort, a l'edat de 35 anys, va derivar d'una caiguda en el seu apartament a la ciutat de Nova York.